# Aniosz
Aniosz (Ἄνιος) görög mitológiai alak, Délosz királya, Apollón papja. 
Apja maga Apollón volt, anyja Rhoeó, Sztaphilosz és Khrüszothémisz lánya. Aniosz vagy Déloszon, Apollón szent szigetén született, vagy Euboeán, mert anyját, Rhoeót egy ládában a tengerre tette Sztaphilosz, amikor megtudta, hogy hajadonként gyermeket vár. Rhoeó a kisbabát Apollón oltárára tette, és azt mondta, ha az ő gyermeke, gondoskodjon róla. Rhoeó ezután feleségül ment Zarexhez, aki így Aniosz törvényes apja lett. Apollón egy ideig nevelte a gyermeket, megtanította neki a jövőbe látás tudományát. Aniosz később Apollón papja lett.
Aniosznak három lánya született: Oenó, Spermó és Elaisz, akiket összefoglaló néven Oenotropaéként ismernek, valamint három fia: Androsz, Mükonosz és Thaszosz. Anyjuk Dorippé volt, egy trák nő, akit Aniosz egy ló áráért váltott ki az őt elrabló kalózok fogságából Dionüszosz a három lánynak azt a képességet ajándékozta, hogy borrá, búzává vagy olajjá változtathassanak bármit, amit akarnak. Mikor a görögök Trója ellen vonultak és közben kikötöttek Déloszon, Aniosz megjósolta, hogy csak a tizedik évben fogják megnyerni a háborút, és felajánlotta nekik, hogy kilenc évig maradjanak nála, a lányai majd ellátják őket élelemmel. Mikor Agamemnón ezt meghallotta, erővel magával akarta vinni a lányokat, hogy étellel és borral lássák el hadseregét, ők azonban Dionüszoszhoz imádkoztak, aki galambokká változtatta őket.
Aniosz három fia közül kettő, Androsz és Mükonosz az azonos nevű szigetek névadói lettek. Thaszoszt kutyák marcangolták szét, innentől kezdve tilos volt kutyát tartani Délosz szigetén.
Aniosz később segített régi barátja, Ankhiszész fiának, Aeneasnak és kíséretének, amikor Trójából menekültek és a leendő Róma helye felé tartottak. A mítosz egy ritka változata szerint Aeneas feleségül vette Aniosz lányát, Laviniát (vagy Launát), aki apjához hasonlóan képes volt megjósolni a jövőt, és született egy fiuk, akit szintén Aniosznak hívtak.

## Fordítás
- Ez a szócikk részben vagy egészben  az   Anius című angol Wikipédia-szócikk ezen változatának fordításán alapul.  Az eredeti cikk szerkesztőit annak laptörténete sorolja fel. Ez a jelzés csupán a megfogalmazás eredetét és a szerzői jogokat jelzi, nem szolgál a cikkben szereplő információk forrásmegjelöléseként.